# 2870 Haupt
2870 Haupt è un asteroide della fascia principale. Scoperto nel 1981, presenta un'orbita caratterizzata da un semiasse maggiore pari a 2,3925931 UA e da un'eccentricità di 0,2103944, inclinata di 4,15759° rispetto all'eclittica.